# Guje Lagerwall
Guje Lagerwall (13 de enero de 1918 - 8 de enero de 2019) fue una actriz teatral y cinematográfica de nacionalidad sueca.

## Biografía
Su verdadero nombre era Gunn-Marie Hjöril Imber Sjöström, y nació en Estocolmo, Suecia, siendo sus padres el director Victor Sjöström y la actriz Edith Erastoff. 
También conocida como Guje Kanter, estuvo casada entre 1940 y 1956 con el actor Sture Lagerwall.
Guje Lagerwall falleció en Estocolmo el 8 de enero de 2019, 5 días antes del que habría sido su 101° cumpleaños. Fue enterrada en el Cementerio Norra begravningsplatsen de dicha ciudad.

## Filmografía
- 1942 : Doktor Glas
- 1945 : Maria på Kvarngården
- 1951 : Frånskild
- 1952 : Blondie, Biffen och Bananen
- 1952 : Han glömde henne aldrig
- 1955 : Den underbara lögnen
- 1955 : Farligt löfte

## Teatro (selección)
- 1939 : Guldbröllop, de Dodie Smith, dirección de Carlo Keil-Möller, Dramaten
- 1948 : Han träffas inte här, de Gustaf Hellström, dirección de Ernst Eklund, Lisebergsteatern
- 1949 : Fröjd för stunden, de Noël Coward, dirección de Ernst Eklund, Lisebergsteatern
- 1950 : Jag älskar dig, markatta, de Noël Coward, dirección de Ernst Eklund, Lisebergsteatern
- 1950 : Jagande efter vind, de Tennessee Williams, dirección de Per-Axel Branner, Biograf Edison[4]
- 1952 : Jag älskar dej, Markatta, de Noel Coward, dirección de Sture Lagerwall, Alléteatern[5]
- 1952 : Min man och min man, de William Somerset Maugham, dirección de Georg Funkquist, Alléteatern
- 1953 : Om tycke uppstår, de Peter Jones, dirección de Helge Wahlgren, Alléteatern
- 1953 : Lantlollan, de William Wycherley, dirección de Sam Besekow, Alléteatern[6]
- 1954 : Lille kommissarien, de Marcel Achard, dirección de Åke Falck, Alléteatern[7]
- 1956 : Älskling, jag ger mig!, de Mark Reed, dirección de John Zacharias, Norrköping-Linköping stadsteater
- 1959 : La ratonera, de Agatha Christie, dirección de Börje Mellvig y Bengt Blomgren, Lisebergsteatern
- 1960 : Femfingerövning, de Peter Shaffer, dirección de Frank Sundström, Helsingborgs stadsteater[8]